# 小村徳男
小村 徳男（おむら のりお、1969年9月6日 - ）は、島根県松江市出身の元プロサッカー選手、サッカー指導者・解説者。現役時代のポジションはディフェンダー（DF）。元日本代表。
空中戦の強さとハードなプレーを売りに活躍したディフェンダー。

## 選手経歴
松江市立乃木小学校、松江市立湖南中学校出身。島根県立松江南高等学校時代からセンターバックとしてプレーするものの、当時は無名の存在だった。
順天堂大学へはスポーツ推薦ではなく学業推薦で入学、サッカー部に所属するものの当初は実質3軍に所属した。大学2年時に1軍に抜擢され、大学3年でレギュラーとなる。この年は、順天堂大学蹴球部黄金期で数々のタイトルを獲得した。大学卒業の翌年にJリーグ開幕を控え、当時JSLに所属しJリーグ参加を表明していたマツダ（サンフレッチェ広島）、松下（ガンバ大阪）、三菱（浦和レッドダイヤモンズ）、住金（鹿島アントラーズ）、日産（横浜マリノス）などからオファーが届いた中で、大学時代から代表で共にプレーした井原正巳とのプレーを選択する。
1992年、横浜マリノスへ入団。Jリーグ開幕とともに井原とセンターバックのコンビで活躍。1996年11月9日広島戦では、DFでありながらハットトリックを達成した。井原に次ぐセンターバックの人員として日本代表にも招集され、1998年フランスW杯アジア1次予選ではライバルのオマーン戦で1-0となる貴重なゴールを決めるなど、レギュラーとして起用された。しかし、アジア最終予選第2戦のアラブ首長国連邦戦では、井原がフリーキックを頭で合わせたボールはゴールに向かい、何もしなくても間違いなくゴールラインを割って得点となるところであったが、オフサイドのポジションに居た小村がボールを触って押し込んでしまったため、ノーゴールの判定をされて0-0の引き分けに終わった。その後、チームが3バックを基調とした際に加わったもう1人のストッパーの秋田豊が存在感を示すと、岡田武史体制後4バックに戻した際に秋田がレギュラーとなり、さらにサイドバック要員の中西永輔がストッパーとして活躍し始めると、本大会では3バックにも関わらずベンチ要員となった。それでもグループリーグ第3戦ジャマイカ戦では前2戦で累積警告となった中西に代わって後半途中まで出場した。
2002年にベガルタ仙台へ移籍。チームの守備の柱として奮闘。
2004年からは地元島根に近いサンフレッチェ広島へ移籍。
2006年シーズン途中にJ2の横浜FCへ期限付き移籍し、J2優勝に貢献。シーズン終了後には移籍元の広島からの戦力外通告に伴い完全移籍した。
しかし2007年シーズンにはチームがJ2へ降格し、シーズン終了後に戦力外通告を受ける。その後、地元である山陰からJリーグ参入を目指す日本フットボールリーグのガイナーレ鳥取へ移籍。2008年シーズン終了後、「来年に向けて監督・チームとの信頼関係を築くことができず」として現役引退。

## 引退後
2009年、JFAアンバサダー として各地でサッカー教室を開催、同年Jリーグアウォーズにて功労選手賞を受賞。2010年、JFA 公認S級コーチライセンスを講習。
2012-13シーズンから、フジテレビワンツーネクストでのドイツ・ブンデスリーガ中継で解説者を務める。
2012年12月7日、2013年シーズンからガイナーレ鳥取の監督に就任することが発表された。だが第28節終了時点で20位と低迷し、8月12日に解任された。
現在はサッカースクールSKYのコーチを務め、子供達の指導にあたる。

## エピソード
- 横浜Mに在籍していた1996年11月9日の対広島戦（三ツ沢球技場）で、DFとして非常に稀なハットトリックを達成したこと（試合も3-1で勝利、1失点も小村によるオウンゴール）もある[11]。
- 趣味は将棋[12] で、2015年にはかつてのチームメイトで同じ趣味を持つ波戸康広とともに第73期名人戦を見学した[13]。日本将棋連盟フットサル部の特別コーチも務めており、その縁で同年の東急将棋まつりでは渡辺明棋王（当時）との席上対局も実現した[14]。

## 所属クラブ
- 1985年 - 1987年 松江南高校
- 1988年 - 1991年 順天堂大学
- 1992年 - 2001年 横浜マリノス/横浜F・マリノス
- 2002年 - 2003年 ベガルタ仙台
- 2004年 - 2006年8月 サンフレッチェ広島
- 2006年8月 - 2007年 横浜FC
- 2008年 ガイナーレ鳥取

## 個人成績
| 国内大会個人成績 | 国内大会個人成績 | 国内大会個人成績 | 国内大会個人成績 | 国内大会個人成績 | 国内大会個人成績 | 国内大会個人成績 | 国内大会個人成績 | 国内大会個人成績 | 国内大会個人成績 | 国内大会個人成績 | 国内大会個人成績 |
| 年度             | クラブ           | 背番号           | リーグ           | リーグ戦         | リーグ戦         | リーグ杯         | リーグ杯         | オープン杯       | オープン杯       | 期間通算         | 期間通算         |
| 年度             | クラブ           | 背番号           | リーグ           | 出場             | 得点             | 出場             | 得点             | 出場             | 得点             | 出場             | 得点             |
| 日本             | 日本             | 日本             | 日本             | リーグ戦         | リーグ戦         | リーグ杯         | リーグ杯         | 天皇杯           | 天皇杯           | 期間通算         | 期間通算         |
| ---------------- | ---------------- | ---------------- | ---------------- | ---------------- | ---------------- | ---------------- | ---------------- | ---------------- | ---------------- | ---------------- | ---------------- |
| 1992             | 横浜M            | -                | J                | -                | -                | 1                | 1                | 5                | 1                | 6                | 2                |
| 1993             | 横浜M            | -                | J                | 29               | 0                | 3                | 0                | 3                | 0                | 35               | 0                |
| 1994             | 横浜M            | -                | J                | 33               | 3                | 3                | 2                | 4                | 1                | 40               | 6                |
| 1995             | 横浜M            | -                | J                | 43               | 5                | -                | -                | 2                | 1                | 45               | 6                |
| 1996             | 横浜M            | -                | J                | 24               | 5                | 14               | 4                | 1                | 0                | 39               | 9                |
| 1997             | 横浜M            | 5                | J                | 9                | 0                | 0                | 0                | 2                | 0                | 11               | 0                |
| 1998             | 横浜M            | 5                | J                | 32               | 3                | 0                | 0                | 1                | 0                | 33               | 3                |
| 1999             | 横浜FM           | 5                | J1               | 27               | 3                | 6                | 0                | 3                | 0                | 36               | 3                |
| 2000             | 横浜FM           | 5                | J1               | 30               | 2                | 6                | 2                | 3                | 2                | 39               | 6                |
| 2001             | 横浜FM           | 5                | J1               | 21               | 1                | 5                | 0                | 0                | 0                | 26               | 1                |
| 2002             | 仙台             | 4                | J1               | 28               | 4                | 5                | 0                | 2                | 0                | 35               | 4                |
| 2003             | 仙台             | 4                | J1               | 20               | 0                | 5                | 0                | 1                | 0                | 26               | 0                |
| 2004             | 広島             | 3                | J1               | 25               | 3                | 5                | 1                | 1                | 0                | 31               | 4                |
| 2005             | 広島             | 3                | J1               | 33               | 0                | 5                | 0                | 2                | 0                | 40               | 0                |
| 2006             | 広島             | 3                | J1               | 9                | 0                | 1                | 0                | -                | -                | 10               | 0                |
| 2006             | 横浜FC           | 30               | J2               | 15               | 1                | -                | -                | 0                | 0                | 15               | 1                |
| 2007             | 横浜FC           | 30               | J1               | 18               | 0                | 1                | 0                | 2                | 0                | 21               | 0                |
| 2008             | 鳥取             | 30               | JFL              | 17               | 0                | -                | -                | 0                | 0                | 17               | 0                |
| 通算             | 日本             | 日本             | J1               | 381              | 29               | 60               | 10               | 32               | 5                | 473              | 44               |
| 通算             | 日本             | 日本             | J2               | 15               | 1                | -                | -                | 0                | 0                | 15               | 1                |
| 通算             | 日本             | 日本             | JFL              | 17               | 0                | -                | -                | 0                | 0                | 17               | 0                |
| 総通算           | 総通算           | 総通算           | 総通算           | 413              | 30               | 60               | 10               | 32               | 5                | 505              | 45               |

その他の公式戦
- 1995年
  - Jリーグチャンピオンシップ 2試合0得点
- 1996年
  - サンワバンクカップ 1試合0得点
  - スーパーカップ 1試合0得点
- 2000年
  - Jリーグチャンピオンシップ 2試合0得点
- Jリーグ初出場　1993年5月29日対ジェフユナイテッド市原戦（三ツ沢球技場）
- Jリーグ初得点　1994年6月11日対横浜フリューゲルス戦（平塚競技場）

## 代表歴
- 初出場　1995年5月21日対スコットランド戦（広島ビッグアーチ）
- 初得点　1996年2月19日対ポーランド戦（香港）

### 出場大会など
- バルセロナオリンピックアジア予選
- 1996年 アジアカップ
- 1998年 フランスW杯

### 試合数
- 国際Aマッチ 30試合 4得点(1995年 - 2002年)[1]

| 日本代表 | 国際Aマッチ | 国際Aマッチ |
| 年       | 出場        | 得点        |
| -------- | ----------- | ----------- |
| 1995     | 4           | 0           |
| 1996     | 12          | 2           |
| 1997     | 10          | 2           |
| 1998     | 4           | 0           |
| 2002     | 0           | 0           |
| 通算     | 30          | 4           |

### 出場
| No. | 開催日         | 開催都市       | スタジアム                 | 対戦相手         | 結果        | 監督     | 大会                       |
| --- | -------------- | -------------- | -------------------------- | ---------------- | ----------- | -------- | -------------------------- |
| 1.  | 1995年05月21日 | 広島県         | 広島広域公園陸上競技場     | スコットランド   | △0-0        | 加茂周   | キリンカップ               |
| 2.  | 1995年06月06日 | リバプール     |                            | ブラジル         | ●0-3        | 加茂周   | アンブロカップ             |
| 3.  | 1995年06月10日 | ノッティンガム |                            | スウェーデン     | △2-2        | 加茂周   | アンブロカップ             |
| 4.  | 1995年09月20日 | 東京都         | 国立霞ヶ丘競技場陸上競技場 | パラグアイ       | ●1-2        | 加茂周   | デサント・アディダスマッチ |
| 5.  | 1996年02月10日 | ウォロンゴン   |                            | オーストラリア   | ○4-1        | 加茂周   | 国際親善試合               |
| 6.  | 1996年02月14日 | メルボルン     |                            | オーストラリア   | ●0-3        | 加茂周   | 国際親善試合               |
| 7.  | 1996年02月19日 | 香港           |                            | ポーランド       | ○5-0        | 加茂周   | カールスバーグカップ       |
| 8.  | 1996年02月22日 | 香港           |                            | スウェーデン     | △1-1(PK4-5) | 加茂周   | カールスバーグカップ       |
| 9.  | 1996年05月26日 | 東京都         | 国立霞ヶ丘競技場陸上競技場 | ユーゴスラビア   | ○1-0        | 加茂周   | キリンカップ               |
| 10. | 1996年05月29日 | 福岡県         | 東平尾公園博多の森球技場   | メキシコ         | ○3-2        | 加茂周   | キリンカップ               |
| 11. | 1996年08月25日 | 大阪府         | 長居陸上競技場             | ウルグアイ       | ○5-3        | 加茂周   | 国際親善試合               |
| 12. | 1996年09月11日 | 東京都         | 国立霞ヶ丘競技場陸上競技場 | ウズベキスタン   | ○1-0        | 加茂周   | JFA75周年記念試合          |
| 13. | 1996年12月06日 | アル・アイン   |                            | シリア           | ○2-1        | 加茂周   | アジアカップ               |
| 14. | 1996年12月09日 | アル・アイン   |                            | ウズベキスタン   | ○4-0        | 加茂周   | アジアカップ               |
| 15. | 1996年12月12日 | アル・アイン   |                            | 中華人民共和国   | ○1-0        | 加茂周   | アジアカップ               |
| 16. | 1996年12月15日 | アル・アイン   |                            | クウェート       | ●0-2        | 加茂周   | アジアカップ               |
| 17. | 1997年02月09日 | バンコク       |                            | タイ             | △1-1        | 加茂周   | キングスカップ             |
| 18. | 1997年03月15日 | バンコク       |                            | タイ             | ●1-3        | 加茂周   | 国際親善試合               |
| 19. | 1997年03月23日 | マスカット     |                            | オマーン         | ○1-0        | 加茂周   | ワールドカップ予選         |
| 20. | 1997年03月25日 | マスカット     |                            | マカオ           | ○10-0       | 加茂周   | ワールドカップ予選         |
| 21. | 1997年03月27日 | マスカット     |                            | ネパール         | ○6-0        | 加茂周   | ワールドカップ予選         |
| 22. | 1997年05月21日 | 東京都         | 国立霞ヶ丘競技場陸上競技場 | 韓国             | △1-1        | 加茂周   | ワールドカップ記念試合     |
| 23. | 1997年09月07日 | 東京都         | 国立霞ヶ丘競技場陸上競技場 | ウズベキスタン   | ○6-3        | 加茂周   | ワールドカップ予選         |
| 24. | 1997年09月19日 | アブダビ       |                            | アラブ首長国連邦 | △0-0        | 加茂周   | ワールドカップ予選         |
| 25. | 1997年09月28日 | 東京都         | 国立霞ヶ丘競技場陸上競技場 | 韓国             | ●1-2        | 加茂周   | ワールドカップ予選         |
| 26. | 1997年10月04日 | アルマトイ     |                            | カザフスタン     | △1-1        | 加茂周   | ワールドカップ予選         |
| 27. | 1998年04月01日 | ソウル         |                            | 韓国             | ●1-2        | 岡田武史 | ワールドカップ記念試合     |
| 28. | 1998年05月17日 | 東京都         | 国立霞ヶ丘競技場陸上競技場 | パラグアイ       | △1-1        | 岡田武史 | キリンカップ               |
| 29. | 1998年06月03日 | ローザンヌ     |                            | ユーゴスラビア   | ●0-1        | 岡田武史 | 国際親善試合               |
| 30. | 1998年06月26日 | リヨン         |                            | ジャマイカ       | ●1-2        | 岡田武史 | ワールドカップ             |

### 得点
| # | 開催日         | 開催地     | 会場 | 相手         | 結果        | 大会                 |
| - | -------------- | ---------- | ---- | ------------ | ----------- | -------------------- |
| 1 | 1996年02月19日 | 香港       |      | ポーランド   | ○5-0        | カールスバーグカップ |
| 2 | 1996年02月22日 | 香港       |      | スウェーデン | △1-1(PK4-5) | カールスバーグカップ |
| 3 | 1997年03月23日 | マスカット |      | オマーン     | ○1-0        | ワールドカップ予選   |
| 4 | 1997年03月27日 | マスカット |      | ネパール     | ○6-0        | ワールドカップ予選   |

## 指導者経歴
- 2013年 - 同年8月  ガイナーレ鳥取 監督

## 監督成績
| 年度 | クラブ | 所属 | リーグ戦 | リーグ戦 | リーグ戦 | リーグ戦 | リーグ戦 | リーグ戦 | カップ戦   | カップ戦 |
| 年度 | クラブ | 所属 | 順位     | 試合     | 勝点     | 勝       | 分       | 敗       | ナビスコ杯 | 天皇杯   |
| ---- | ------ | ---- | -------- | -------- | -------- | -------- | -------- | -------- | ---------- | -------- |
| 2013 | 鳥取   | J2   | 20位     | 28       | 26       | 5        | 11       | 12       | -          | -        |

解任時点の成績。